# Байтуль-Футух
Байтул-Футух (англ. Baitul Futuh) — мечеть Лондона. Будівництво було завершено в 2003 році за ціною приблизно 5,5 мільйонів фунтів стерлінгів, все це пожертвувала Ахмадійська мусульманська громада.

## Історія
Мірза Тахір Ахмад звернувся із закликом про виділення коштів на будівництво мечеті 24 лютого 1995 року, і земля була куплена 29 березня 1996 року. Перший камінь був закладений 19 жовтня 1999 року Мірзою Тахір Ахмадом, тодішнім головою Ахмадійської громади. У церемонії взяли участь 2000 гостей, і відкриття провів нинішній голова Ахмадія, Мірза Масрур Ахмад, 3 жовтня 2003 року. До цього він проводив свою п'ятничну проповідь в мечеті Фазл, а 3 жовтня 2003 року його провів п'ятничну молитву в мечеті Байтул Футух. У церемонії відкриття взяли участь понад 600 гостей.

## Галерея

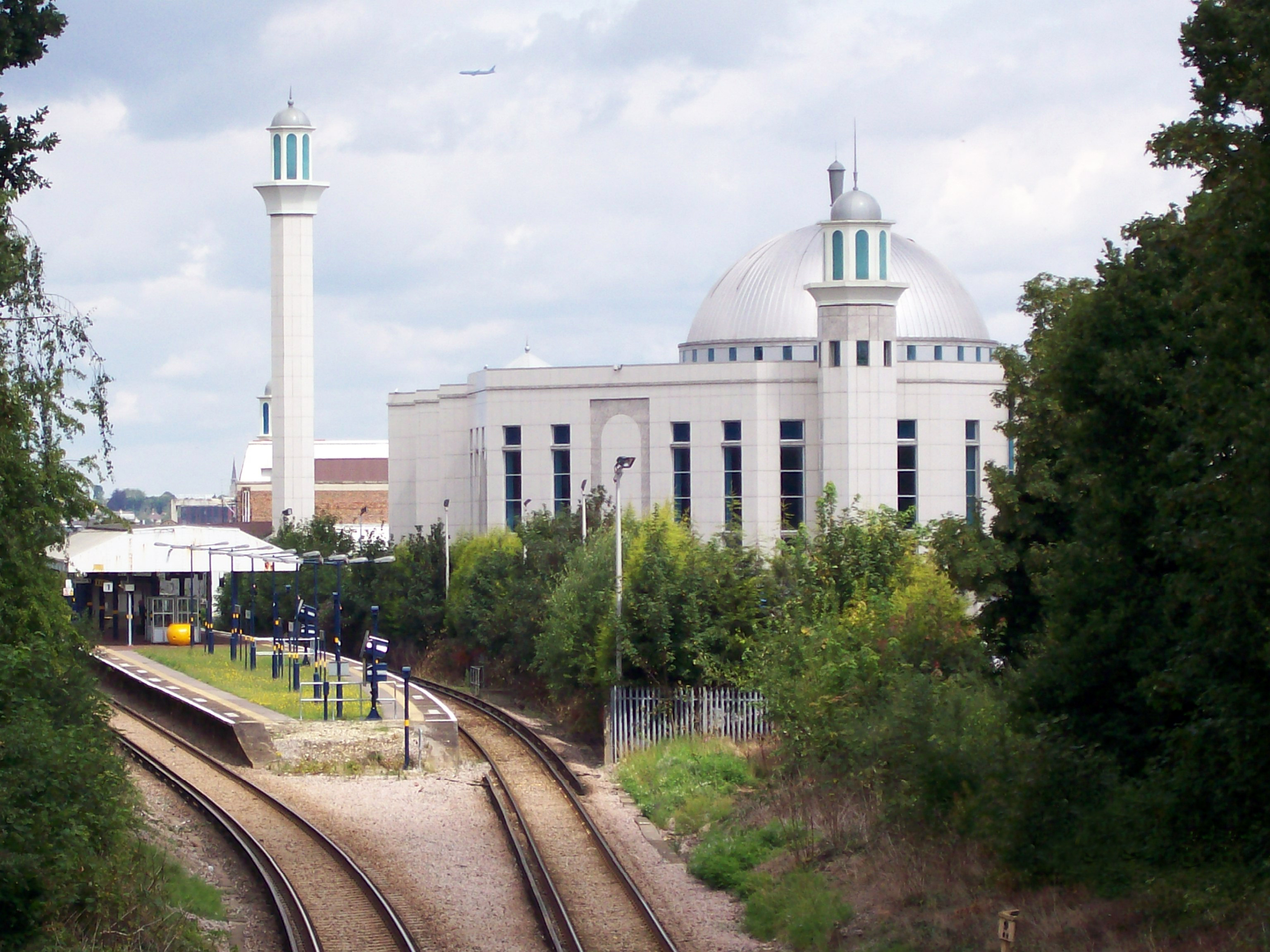
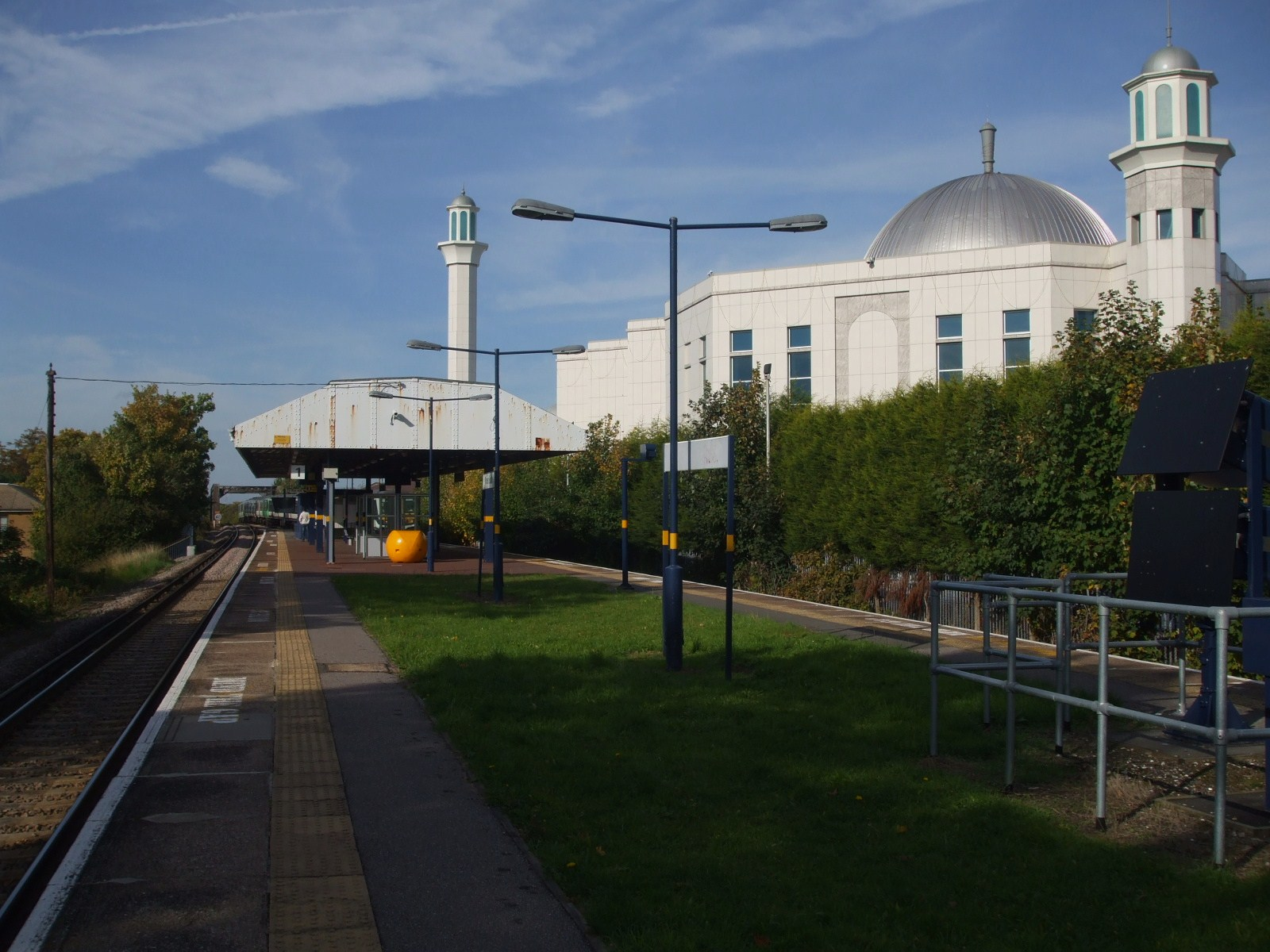
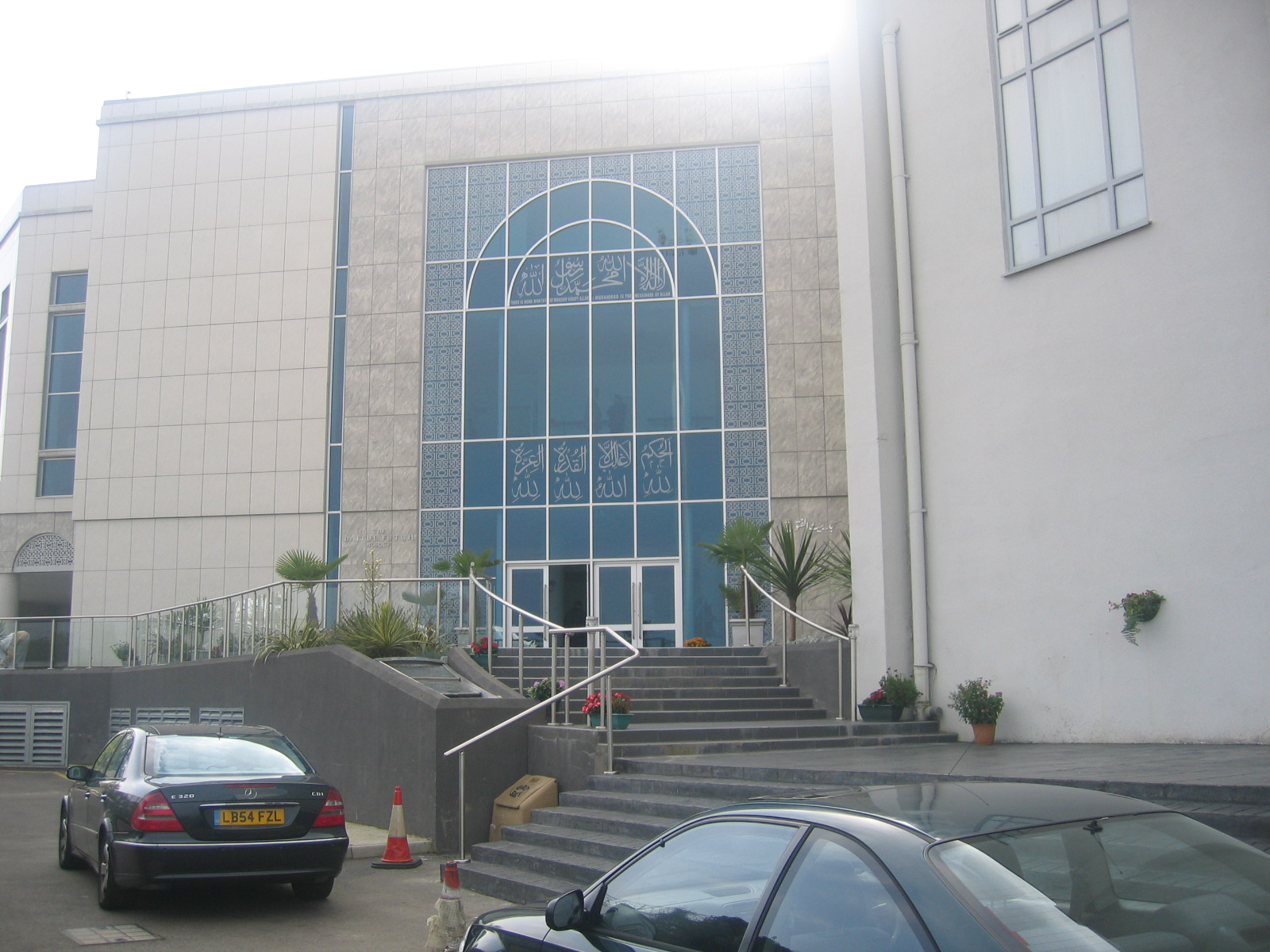
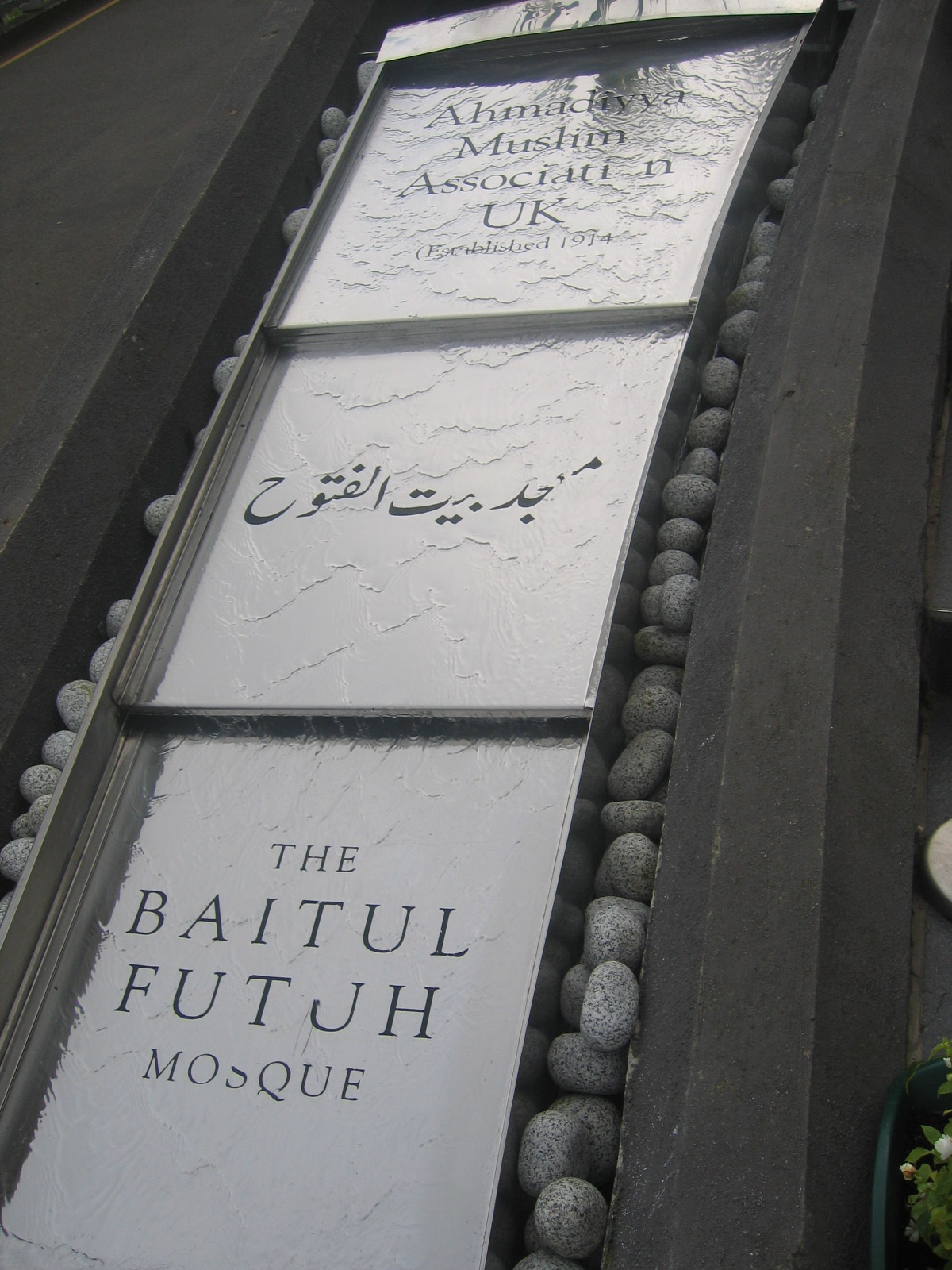
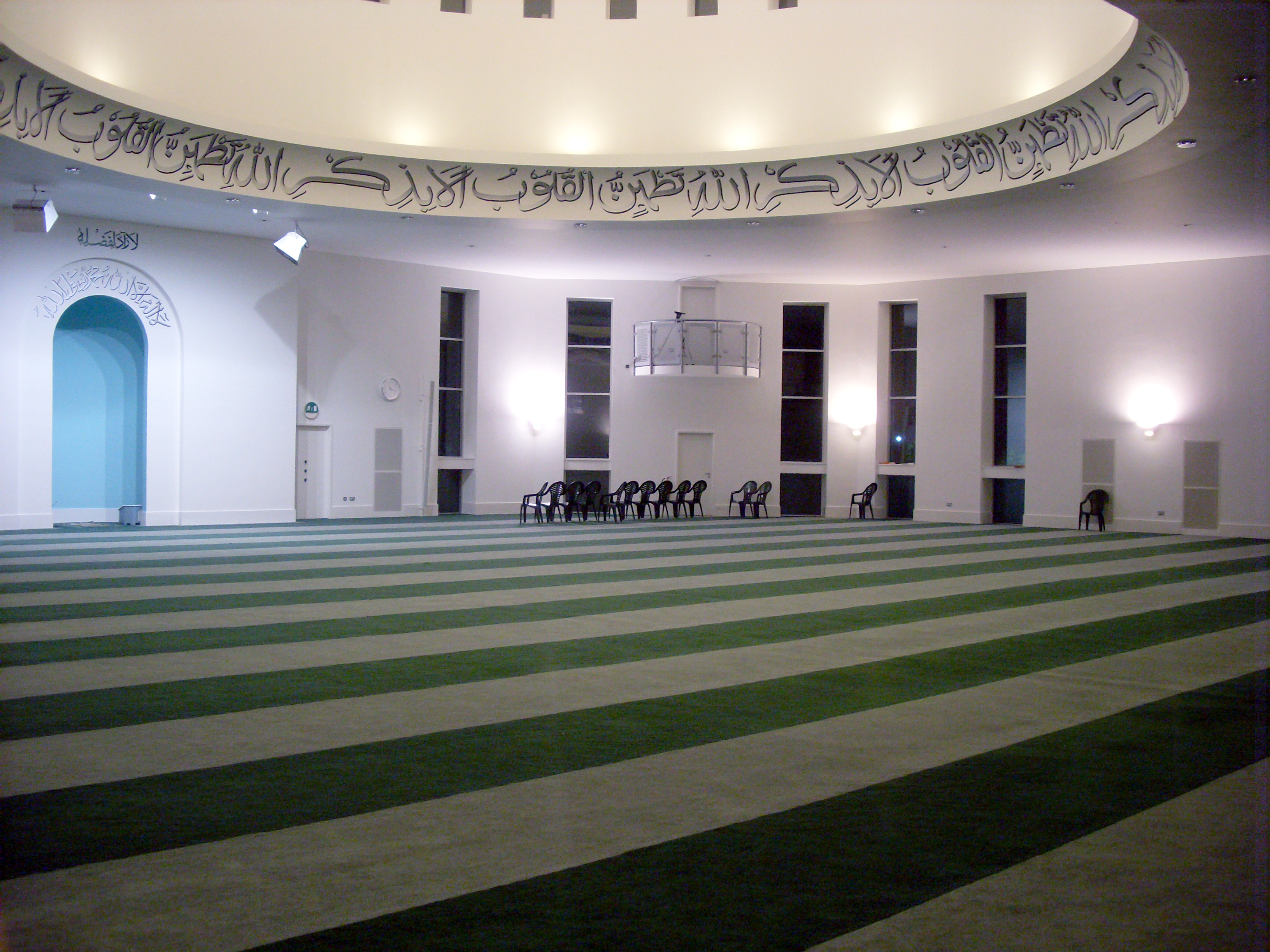